# Institut halieutique et des sciences marines
L’Institut halieutique et des sciences marines (IH.SM) est un institut de recherche et d'enseignement supérieur dans le domaine des sciences marines, de la pêche et de l'aquaculture, et de l’environnement marin et littoral.
Il a été créé en 1992 a l'université de Toliara à Madagascar à la suite de la fusion de trois entités : la station marine, la filière « Océanologie appliquée » et l'unité de formation supérieure halieutique. 

## Organisation

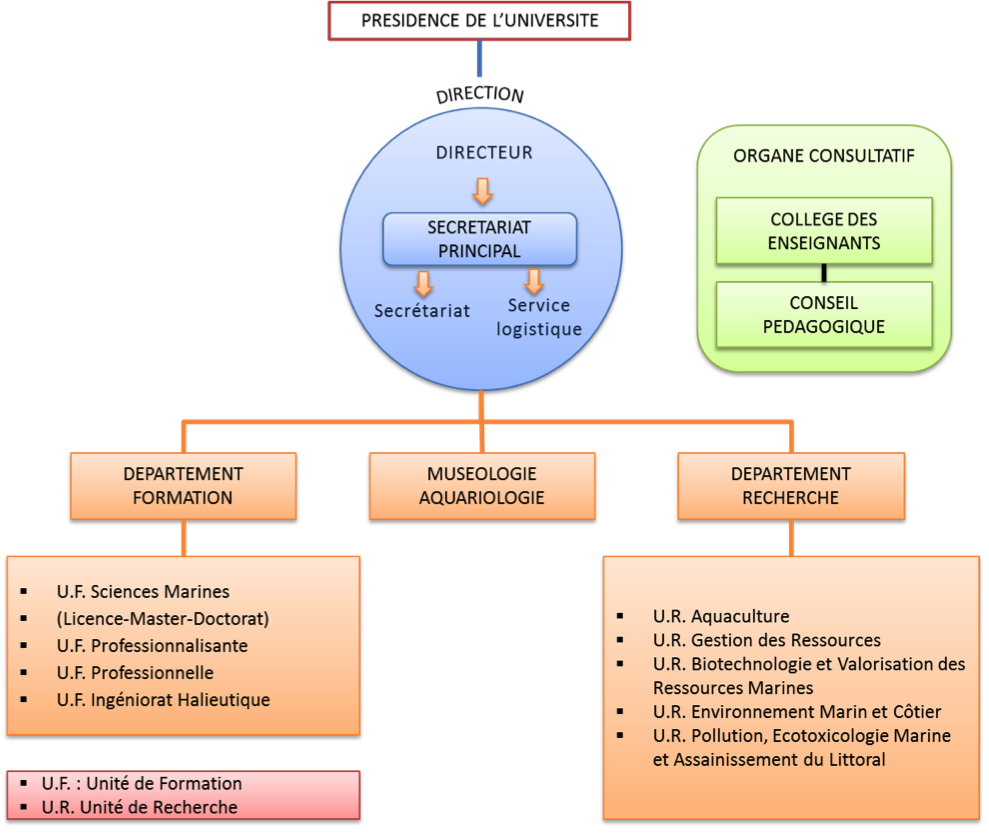
Organigramme de l'Institut halieutique et des sciences marines